# Esther Kinsky
Esther Kinsky (Engelskirchen, 12 september 1956) is een Duits vertaler, schrijver en dichter.

## Biografie
Kinsky groeide op in de buurt van Bonn. Zij studeerde Slavistiek en Anglistiek aan de Rheinische Friedrich-Wilhelms-Universiteit in Bonn en is sinds haar afstuderen in 1986 vertaler van literaire werken vanuit het Pools, Engels en Russisch naar het Duits. Daarnaast schrijft ze proza en poëzie. Kinsky woonde lange tijd in Londen (1990-2004), verhuisde naar Battonya in Hongarije en woont sinds 2009 in Berlijn.
In de periode 2016-2018 was Kinsky gastdocent aan, respectievelijk, de Rheinische Friedrich-Wilhelms-Universität Bonn en aan de Freie Universität Berlin, als bijzonder hoogleraar Poëtica van de Vertaling. Kinsky werd in 2019 verkozen in de Deutsche Akademie für Sprache und Dichtung (Duitse Academie voor Taal en Dichtkunst).

### Eigen werk
In haar werken zijn de vatbaarheid van menselijke waarnemingen door middel van taal en de hieraan gelieerde geheugenprocessen, vooral in de context van het vreemde, de voornaamste thema’s. Zij wordt vaak vergeleken met W.G. Sebald. In Kinsky’s literaire werk ligt de focus op het schrijven over plekken, waarbij het begrip ’terrein’ een bijzondere rol speelt.
De taalbeelden in haar bekroonde, interculturele roman Am Fluss (Langs de rivier) uit 2014 maakten furore. Deze roman schetst in poëtisch proza vreemde landschappen op de grens van de werkelijkheid, die altijd hedendaagse gevoeligheden weerspiegelen. Dezelfde stijl hanteert zij in de dichtbundel op de koude helling: viagg' invernal uit 2016, opgedragen aan haar echtgenoot Martin Chalmers die in 2014 overleed aan de gevolgen van kanker. Bijvoorbeeld het gedicht ‘Wij zijn de wind’ doet ietwat macaber aan en ‘Er werd gezegd:’ lijkt gelardeerd met rouw. De bundel kent een opvallende indeling: “25 gedichten die corresponderen met een prozatekst die onder aan de bladzijden  als een band doorloopt.”
Rouwverwerking vormt een van de thema’s in Hain: Geländeroman (2018) (Kreupelhout: terreinroman), een roman aansluitend bij Am Fluss, die Kinsky zelf liever als terreinroman classificeert dan als nature writing, waarvoor zij in 2020 de Deutschen Preis für Nature Writing ontving.

### Vertalingen
Kinsky vertaalde werken van onder meer Joanna Bator, Miron Białoszewski, Ida Fink, Hanna Krall, Joseph O'Connor, Iain Sinclair, Mariusz Szczygieł, Olga Tokarczuk, Magdalena Tulli, Henry David Thoreau en Aleksander Wat.

## Prijzen
Aan Esther Kinsky werden tussen 2000 en 2021 dertien literaire prijzen toegekend, waaronder de Adelbert-von-Chamisso-Preis 2016.

## Werken
poëzie

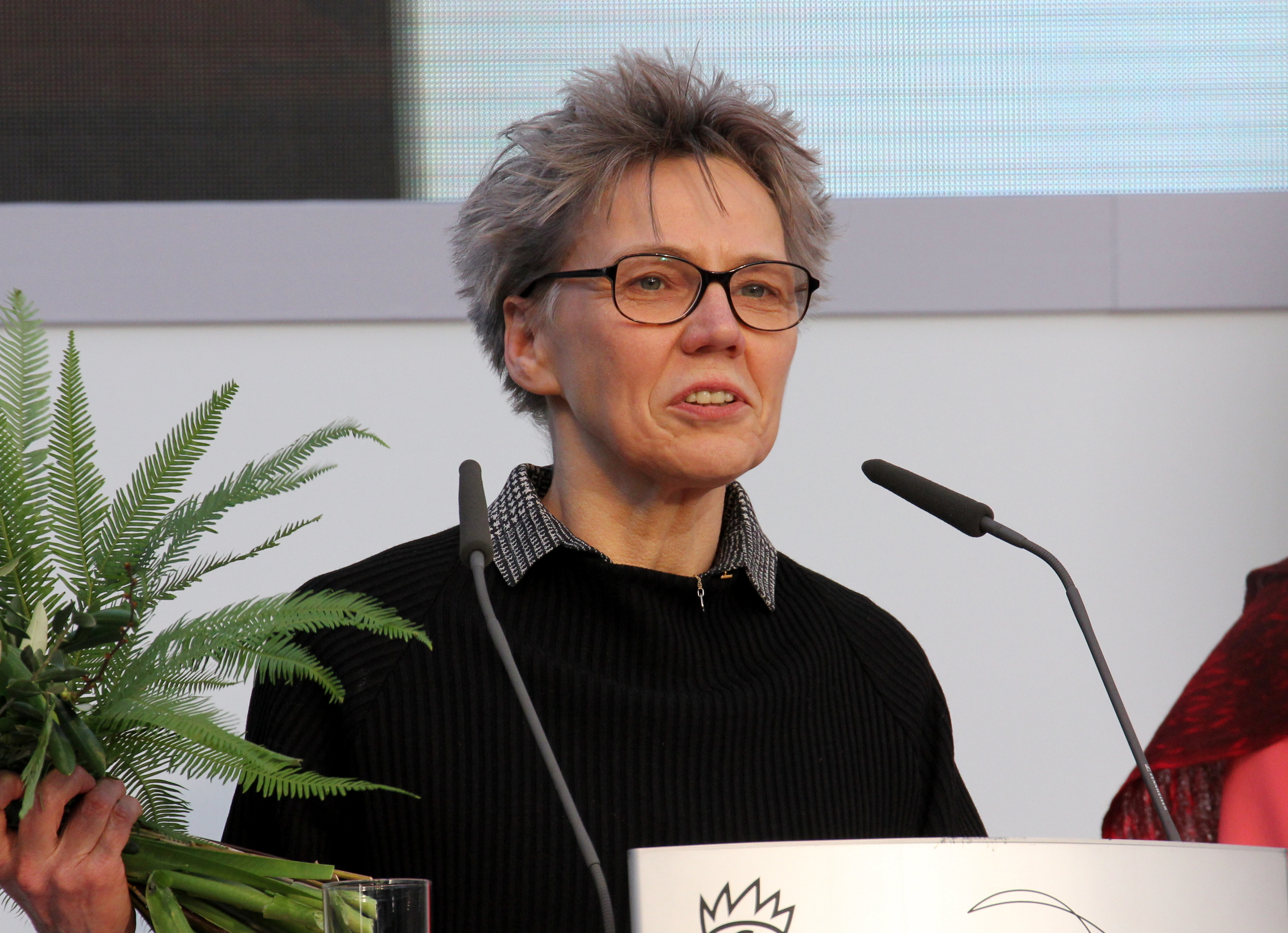
Esther Kinsky in 2018

- Die ungerührte Schrift des Jahrs Matthes & Seitz, Berlijn (2010) ISBN 978-3-88221-535-9
- Aufbruch nach Patagonien Matthes & Seitz, Berlijn (2012) ISBN 978-3-88221-585-4
- Naturschutzgebiet Matthes & Seitz, Berlijn (2013) ISBN 978-3-88221-073-6
- Am kalten Hang: viagg' invernal Matthes & Seitz, Berlijn (2016) ISBN 978-3-95757-222-6
  - op de koude helling: viagg' invernal (vert. Annelie David) Poëziecentrum, Terras en Poetry International (2016) ISBN 9789056554262
- kő növény kökény Thanhäuser, Ottensheim (2018) ISBN 978-3-900986-93-3
- Schiefern Suhrkamp, Berlijn (2020) ISBN 978-3-518-42921-1

proza
- Sommerfrische Matthes & Seitz, Berlijn (2009) ISBN 978-3-88221-722-3
- Banatsko Matthes & Seitz, Berlijn (2011) ISBN 978-3-88221-723-0
- Fremdsprechen: Gedanken zum Übersetzen (essay) Matthes & Seitz, Berlijn (2013) ISBN 978-3-88221-038-5
- Am Fluss Matthes & Seitz, Berlijn (2014) ISBN 978-3-95757-056-7
  - Langs de rivier (vert. Josephine Rijnaarts) Uitgeverij Pluim, Amsterdam (2020) ISBN 9789083073590[e]
- Hain: Geländeroman Suhrkamp, Berlijn (2018) ISBN 978-3-518-42789-7
  - Kreupelhout : Terreinroman (vert. Josephine Rijnaarts) Uitgeverij Pluim, Amsterdam (2019) ISBN 9789492928627

kinderboeken
- Wer hat hier Angst vor Hexen? Gildenstern, Bad Honnef (1989) ISBN 3-926589-07-8
- Eines Abends im Winter Jacoby & Stuart, Berlijn (2011) ISBN 978-3-941787-44-5
- Der Käptn und die Mimi Kätt Jacoby & Stuart, Berlijn (2012) ISBN 978-3-941787-85-8
- Opos Reise Matthes & Seitz, Berlijn (2016) ISBN 978-3-95757-238-7

reisverslagen
- Mali (fotoboek) Gildenstern, Bad Honnef (1987) ISBN 3-926589-00-0
- Unser fremdes Land: Tansanisches Reisebilderbuch Gildenstern, Bad Honnef (1987) ISBN 3-926589-02-7
- Karadag Oktober 13: Aufzeichnungen von der kalten Krim (met Martin Chalmers) Matthes & Seitz, Berlijn (2015) ISBN 978-3-95757-143-4[23]

- Bibsys: 2110415
- Biblioteca Nacional de España: XX6186756
- Bibliothèque nationale de France: cb16517694k (data)
- Catàleg d'autoritats de noms i títols de Catalunya: 981058611541906706
- Digitale Bibliotheek voor de Nederlandse Letteren: kins019
- Gemeinsame Normdatei: 111201047
- International Standard Name Identifier: 0000 0001 2020 819X
- Library of Congress Control Number: nr98024536
- Nationale Bibliotheek van Tsjechië: mzk2011667070
- Nationale Bibliotheek van Israël: 987007603930005171
- Nationale en Universitaire bibliotheek Zagreb: 000768713
- Nederlandse Thesaurus van Auteursnamen: 182295745
- Réseau des bibliothèques de Suisse occidentale: 02-A003455239
- Système universitaire de documentation: 146769716
- Virtual International Authority File: 10464860
- WorldCat: E39PBJfh4KmqbF8RxWPqWq9kXd